# Paal Nilssen-Love
Paal Nilssen-Love (Molde, 24 december 1974) is een Noorse jazzdrummer, die uitkwam op het gebied van freejazz en modern creative.

## Biografie
Nilssen-Love speelde eerst in de band van zijn vader (ook een jazzdrummer) en begon zijn muziekcarrière in een jazzclub in Stavanger, die werd gerund door zijn ouders. Hij studeerde aan de afdeling Jazz Studies aan de Universiteit van Trondheim. Sinds de jaren 1990 is hij actief in het Noorse avant-gardejazzcircuit. In 1993 richtte hij zijn eerste eigen formatie Element Quartet op (met Gisle Johansen, Ingebrigt Håker Flaten, Håvard Wiik) en werkte hij ook samen met Iain Ballamy en Chris Potter. Hij verhuisde in 1996 naar Oslo en maakte rond 1998/1999 deel uit van de bands van Trygve Seim, Frode Gjerstad en Bugge Wesseltoft. Sinds 2000 speelt hij in het trio The Thing met Mats Gustafsson en Ingebrigt Håker Flaten, dat sindsdien verschillende albums heeft uitgebracht en een eigen label runt (The Thing Records). Hij was ook lid van het Håkon Kornstad-trio en werkte mee aan het album Crossing Division van Ken Vandermark. In 2001 maakte hij deel uit van het trio van de Zweedse bassist Peter Janson.
In 1999 speelde hij zijn eerste soloconcert en in februari 2001 nam hij zijn eerste soloalbum op onder zijn eigen naam (Sticks and Stones bij het SOFA label). In november werd het album I Love it When You Snore gemaakt in een duo met Mats Gustafsson op de baritonsaxofoon bij Smalltown Supersound. Een ander soloalbum volgde in 2002 (Twenty-Seven Years Later, opgenomen op het jazzfestival in Molde), in augustus speelde hij in een duo met gitarist Anders Hana.
Nilssen-Love speelde ook in de bands Atomic (met Fredrik Ljungkvist en Magnus Broo), School Days, het Sten Sandell Trio, het Scorch Trio, met Raoul Björkenheim en Pat Metheny en in verschillende duoprojecten met Ken Vandermark, Joe McPhee, John Butcher, de organist Nils Henrik Asheim, Lasse Marhaug en Peter Brötzmann's Chicago Tentet.
In 2006 ontving hij de Buddyprisen, de belangrijkste jazzprijs van Noorwegen.

## Discografie
- 2010: Miró (Catalytic Sound) solo
- 2010: Paal Nllsson-Love, Ken Vandermark: Lean Left Volume 1
- 2011: Terrie Ex / Paal Nilssen-Love: Hurgu! (PNL)[10]
- 2012: Slugfield: Slime Zone (PNL) met Maja Ratkje en Lasse Marhaug
- 2015: Joe McPhee / Paal Nilssen-Love: Candy (PNL, 7-cd-boxset)
- 2018: Lasse Marhaug / Paal Nilssen-Love: Stalk